# Justice des montagnes

Justice des montagnes (Mountain Justice) est un film américain réalisé par Michael Curtiz et sorti en 1937.

## Synopsis
Une jeune femme éduquée, Ruth Harkins, fille aînée d'une famille de montagnards, doit affronter la tutelle rigide et primaire d'un père autoritaire et brutal. Sur les conseils de sa mère et de son entourage, elle s'éloigne des Appalaches pour suivre des cours de médecine à New York. Là, elle fait la connaissance d'un jeune avocat, Paul Cameron, qui vient précisément d'inculper son père pour un meurtre commis quelques mois auparavant. Lorsque Ruth revient au village pour créer un dispensaire, en association avec le docteur Barnard, l'hostilité de son père n'a fait que croître. D'autant qu'il écope d'une peine minime grâce à la collaboration de sa fille aînée. Au cours d'une altercation au sujet des fiançailles de sa sœur, Ruth s'oppose violemment à son père et le tue accidentellement... Traduite en justice, la jeune femme est condamnée à une peine de 25 ans de prison. Des ruraux en colère tentent même de la lyncher. Paul Cameron parvient à la sauver en l'embarquant sur un planeur.

## Fiche technique
- Titre original : Mountain Justice
- Réalisation : Michael Curtiz
- Scénario : Norman Reilly Raine, Luci Ward
- Photographie : Ernest Haller
- Format : Noir et blanc, 1,37:1
- Montage : George Amy
- Décors : Max Parker
- Costumes : Milo Anderson
- Production : Warner Bros.
- Pays de production :  États-Unis
- Durée : 83 minutes
- Dates de sortie : 
  - États-Unis : 24 avril 1937

## Distribution
- George Brent : Paul Cameron, l'avocat
- Josephine Hutchinson : Ruth Harkins
- Guy Kibbee : le docteur Barnard
- Mona Barrie : Evelyn Wayne
- Robert Barrat : Jeff Harkins, le père de Ruth
- Joe King : le Juge au procès de Ruth
- Margaret Hamilton : Phoebe Lamb
- Robert McWade : l'avocat Horace Bamber
- Gertrude Hoffmann : la grand-mère Burnside